# اتحاد شخصي

الاتحاد الشخصي هو مزيج تخضع من خلاله دولتان أو أكثر لملك أو رئيس واحد بينما حدودها وقوانينها ومصالحها تبقى مختلفة، ولا ينبغي الخلط بين هذا الاتحاد وبين الاتحاد الفيدرالي الذي يعتبر دولياً دولة واحدة ولاحتى بالكونفدرالية حيث انها تطبق عدة مجالات مشتركة ان كما أنه لا ينبغي الخلط بينه وبين اتحاد السلالات حيث يجري الاتحاد في إطار الأسرة الحاكمة. من أمثلة هذا النوع من الاتحاد الشخصي: اتحاد كالمار.